# میلان پترژلا
میلان پترژلا (به چکی: Milan Petržela) (زاده ۱۹ ژوئن ۱۹۸۳) بازیکن فوتبال اهل جمهوری چک است. همچنین پست تخصصی او هافبک است.

## تیم ملی
وی سابقه ۱۰ بازی ملی برای تیم ملی فوتبال جمهوری چک در کارنامه دارد